# Ніколае Гурмузакі
Ніколае де Гурмузакі (рум. Nicolae de Hurmuzaki, нім. Nikolaus von Hormuzaki; (19 березня 1826, Чернівці, Буковина, Австрійська імперія — 19 вересня 1909, Чернівці) — румунський політик, патріот, депутат Імперської ради (рейхсрату), барон, фольклорист, а також почесний член Румунської академії.

## Походження і родина
Ніколае нащадок старовинного роду Гурмузакі з Молдавського князівства, син Доксакі Гурмузакі (1782—1857). Він був одружений з Наталією де Старчеа (Стирча). У подружжя було двоє синів: Костянтин, юрист та відомий румунський ентомолог, а також, Александр, румунсько-австрійський політик, член Верхньої палати Австрійської імперії та останній капітан (маршалок) Герцогства Буковина.

## Життєпис
У документі, датованому березнем 1885 року, Ніколае згадується як землевласник володінь Перзулівка, Димка та Вовчинець на Буковині.
23 квітня 1873 року в Чернівцях було засновано «Кредитний банк Буковини». Серед основних акціонерів були Ніколае та, серед інших, його брат Євдоксій, а також кавалер Георге де Флондор та барон Віктор де Старча.
Ніколае та його брат Георге отримали титул австрійських баронів 20 липня 1881 року (диплом у Відні, 2 жовтня 1881 року) для себе та своїх законних спадкоємців, як великі землевласники та депутати Імперської ради (Рейхсрату).
Прем'єр-міністр Австро-Угорщини, як голова Міністерства внутрішніх справ, надав 15 жовтня 1883 року за погодженням з відповідними міністерствами, серед інших, Олександру Василько фон Серетському, Віктору та його брату Євгену баронам Старчеа, Ніколае Гурмузакі, Ніколае де Грігорча, Іоану де Зотта, а також керівництву Буковинських православних релігійних фондів, дозвіл на заснування акціонерного товариства під назвою «Буковинське нафтове об'єднання» (рум. Asociația de Petrol Bucovina S. A.) з головним офісом у Чернівцях та затвердив його статут.
Ніколае де Гурмузакі був почесним членом Румунської академії.